# Розповідь Рів'єри
«Розповідь Рів'єри» («Riviera-Story») — західнонімецький художній фільм-мелодрама 1961 року, знятий режисером Вольфгангом Беккером.

## Сюжет
Відносини між бізнесменом середніх років Артуром Дальбергом та його молодою дружиною Анею не складаються. Потім у них з'являється ідея залишити свій будинок у Гамбурзі та вирушити у відпустку на Лазурний берег, щоб пожвавити свої стосунки. Однак нічого не допомагає, Артур навіть у відпустці одержимий веденням своєї справи. Тим часом Аня знайомиться з молодим письменником Роєм Бентером.

## У ролях
- Улла Якобссон — Аня Дальберг
- Вольфганг Прайсс — Артур Дальберг, бізнесмен
- Гартмут Рек — Рой Бентаер, письменник
- Жан-Поль Бельмондо — автогонщик
- Вальтер Рілла — Ніканос
- Франц-Отто Крюгер — Мюллербеєр
- Аделін Вагнер — Ліз
- Романа Ромбах — Лена
- Жан-Жак Дельбо — епізод

## Знімальна група
- Режисер — Вольфганг Беккер
- Сценарій — Вольфганг Беккер, Ганс Нікліш, Вольфганг Штайнхардт
- Художники — Франц Ксавер Ледерле, Рішар Граф
- Музика — Герберт Трантов
- Продюсер — Леопольд Бранонер